# Київське футбольне дербі («Динамо» — «Оболонь»)
Київське, або столичне дербі — футбольні матчі за участю двох київських команд — «Динамо» (Київ) та «Оболоні».

## Історія

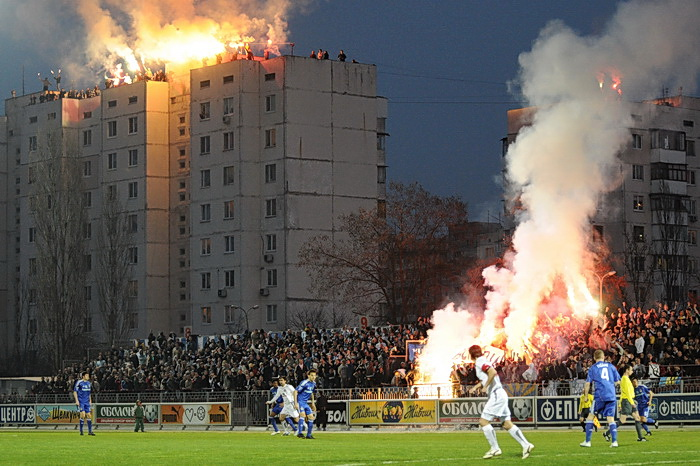
Фаєр-шоу під час дербі. 14 квітня 2010 року

Незважаючи на те, що клуб «Оболонь» під іншими назвами виник ще 1992 року, а з 1995 року виступав у професійних змаганнях, команди довгий час не зустрічались, через те, що перебували у різних дивізіонах.
Перший матч між командами відбувся лише 20 жовтня 2001 року на НСК «Олімпійському» в рамках 1/8 фіналу кубку України. Зустріч відвідало 4 тисячі глядачів, а сам поєдинок завершився розгромом «пивоварів» — 3:0 (дубль Лакі Ідахора та гол Андрія Несмачного). Через тиждень команди зіграли матч-відповідь, який завершився з аналогічний рахунком.
Проте, в тому сезоні «Оболонь» вперше в історії здобула право виступати у Вищій лізі і з наступного року матчі почали відбуватись на регулярній основі. В першому матчі між цими клубами в рамках чемпіонатів України, що відбувся 21 вересня 2002 року, була зафіксована сенсаційна нічия 1-1, проте в подальших іграх «динамівці» перемагали свої опонентів, здобувши найбільшу перемогу в дербі (7-0), та найбільший рахунок (5-3). За підсумками сезону 2004/05 «Оболонь» покинула вищу лігу і протягом кількох років матчі знову не відбувались.
Влітку 2009 року «пивовари» знову повернулись до еліти, але програли обидва матчі дербі. Сенсаційним став наступний сезон — 2010/11, в якому «Оболонь» в першому турі зіграла з «Динамо» внічию 2:2, а у гостях взагалі перемогла 2:0. Ця перемога стала першою і не єдиною для «Оболоні» в дербі. Наступний сезон став для «пивоварів» останнім в еліті, в якому вони програли обидві гри дербі, але перший матч зібрав 10 628 глядачів, що стало новим рекордом відвідуваності у зустрічі «Динамо» і «Оболоні».
В кінці 2012 року стало відомо, що «Оболонь» припинила свої виступи, тому дербі між клубами зникло.
Проте, у 2015 році відбулось дербі між «Динамо» і правонаступником «Оболоні» — «Оболонь-Бровар». Команди зустрілись у 1/8 фіналу Кубка України у двоматчевому протистоянні. «Динамівці» легко пройшли далі, вигравши 2:0 в гостях, а потім 5:0 вдома.
П'ятьма роками пізніше «Оболонь-Бровар» повернув собі назву «Оболонь», а ще трьома роками пізніше вийшов до УПЛ. Таким чином, у сезоні 2023/24 дербі відновилось. У чемпіонаті того сезону «Динамо» двічі виграло у «пивоварів» — 4:2 у гостях і 2:0 вдома, втім у 1/8 фіналу Кубка України «Оболонь» сенсаційно виграла вдома 1:0 і пройшла до наступного етапу.

## Усі матчі

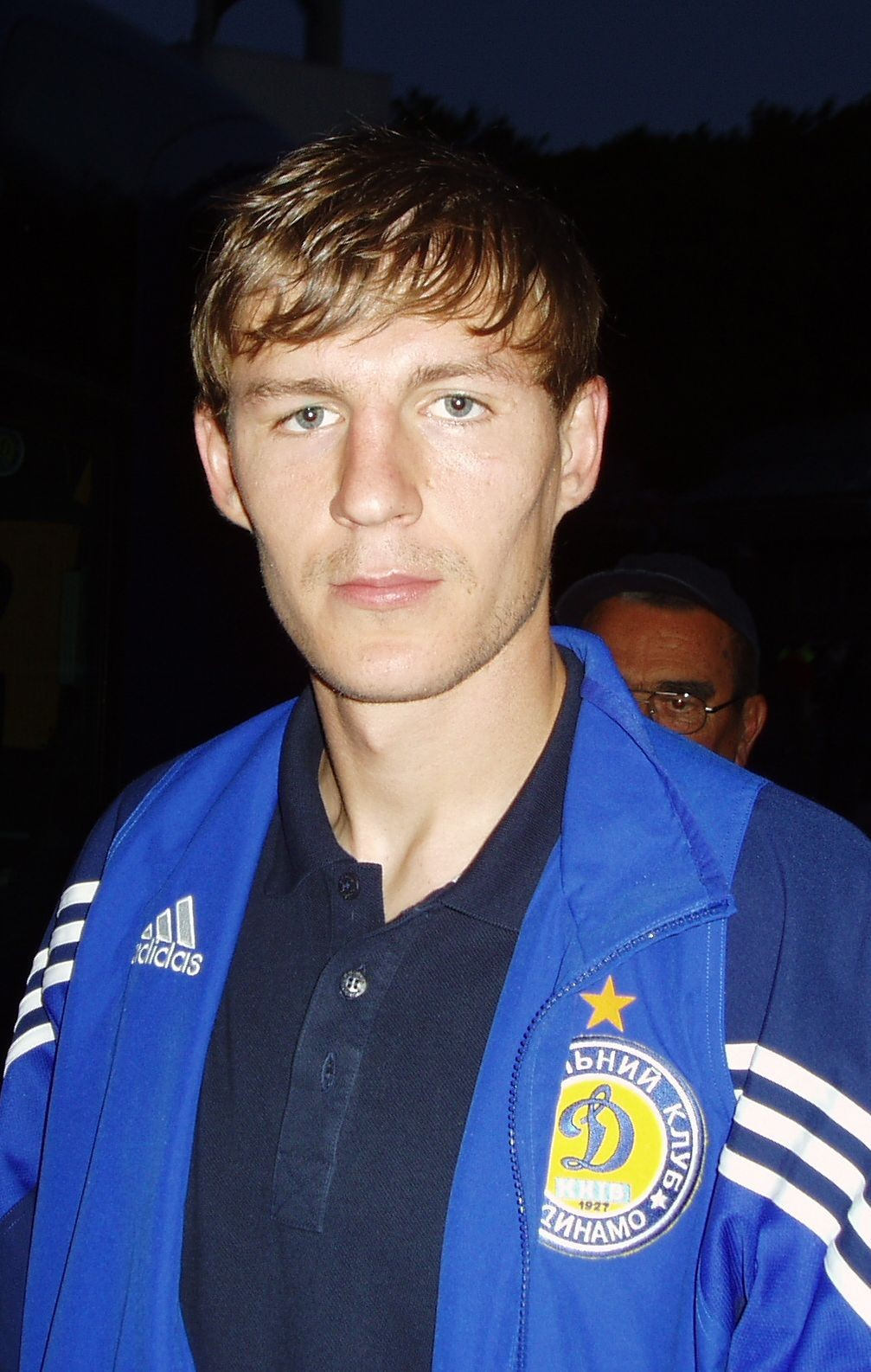
Максим Шацьких (6 голів)

| №  | Дата              | Турнір               | Господарі        | Гості            | Рахунок | Голи | Стадіон            | Глядачів |
| 1  | 20 жовтня 2001    | Кубок України        | «Оболонь»        | «Динамо»         | 0-3     | Лакі Ідахор (2), Андрій Несмачний                                                                              | НСК «Олімпійський» | 4 000    |
| 2  | 27 жовтня 2001    | Кубок України        | «Динамо»         | «Оболонь»        | 3-0     | Олександр Хацкевич, Максим Шацьких, Олександр Мелащенко                                                        | Стадіон «Динамо»   | 2 800    |
| 3  | 21 вересня 2002   | Чемпіонат України    | «Оболонь»        | «Динамо»         | 1-1     | Ігор Продан — Єрко Леко                                                                                        | НСК «Олімпійський» | 8 000    |
| 4  | 20 квітня 2003    | Чемпіонат України    | «Динамо»         | «Оболонь»        | 5-3     | Діого Рінкон (2), Сергій Федоров, Максим Шацьких, Єрко Леко — Олег Мазуренко, В'ячеслав Терещенко, Ігор Продан | НСК «Олімпійський» | 5 000    |
| 5  | 26 вересня 2003   | Чемпіонат України    | «Оболонь»        | «Динамо»         | 0-4     | Горан Гавранчич, Максим Шацьких (2), Олег Гусєв                                                                | НСК «Олімпійський» | 2 500    |
| 6  | 16 квітня 2004    | Чемпіонат України    | «Динамо»         | «Оболонь»        | 2-0     | Сергій Корніленко, Клебер                                                                                      | Стадіон «Динамо»   | 5 500    |
| 7  | 11 листопада 2004 | Чемпіонат України    | «Оболонь»        | «Динамо»         | 0-7     | Клебер (2), Діого Рінкон (2), Родолфо, Валентин Белькевич, Максим Шацьких                                      | Стадіон «Динамо»   | 2 000    |
| 8  | 13 березня 2005   | Чемпіонат України    | «Динамо»         | «Оболонь»        | 3-1     | Максим Шацьких, Діого Рінкон, Аїла Юссуф — Геннадій Мороз                                                      | Стадіон «Динамо»   | 3 500    |
| 9  | 17 жовтня 2009    | Чемпіонат України    | «Динамо»         | «Оболонь»        | 2-1     | Артем Мілевський, Андрій Шевченко — Сергій Яворський                                                           | Стадіон «Динамо»   | 7 000    |
| 10 | 14 квітня 2010    | Чемпіонат України    | «Оболонь»        | «Динамо»         | 0-4     | Андрій Шевченко (2), Жерсон Маграо, Роман Зозуля                                                               | «Оболонь-Арена»    | 5 200    |
| 11 | 9 липня 2010      | Чемпіонат України    | «Динамо»         | «Оболонь»        | 2-2     | Олександр Мандзюк (2) — Андрій Шевченко, Андрій Ярмоленко                                                      | «Оболонь-Арена»    | 5 100    |
| 12 | 7 листопада 2010  | Чемпіонат України    | «Динамо»         | «Оболонь»        | 0-2     | Павло Худзік, Сергій Сібіряков                                                                                 | Стадіон «Динамо»   | 5 750    |
| 13 | 22 липня 2010     | Чемпіонат України    | «Динамо»         | «Оболонь»        | 4-0     | Браун Ідеє (2), Євген Хачеріді, Олег Гусєв                                                                     | Стадіон «Динамо»   | 10 628   |
| 14 | 26 листопада 2011 | Чемпіонат України    | «Оболонь»        | «Динамо»         | 0-1     | Андрій Ярмоленко                                                                                               | «Оболонь-Арена»    | 5 100    |
| 15 | 23 вересня 2015   | Кубок України        | «Оболонь-Бровар» | «Динамо»         | 0-2     | Костянтин Коваленко (а.г.), Жуніор Мораес                                                                      | «Оболонь-Арена»    | 5 100    |
| 16 | 27 жовтня 2015    | Кубок України        | «Динамо»         | «Оболонь-Бровар» | 5-0     | Денис Гармаш (2), Олег Гусєв (2), Лукаш Теодорчик                                                              | НСК «Олімпійський» | 6 758    |
| 17 | 4 вересня 2023    | Чемпіонат України    | «Оболонь»        | «Динамо»         | 2-4     | Руслан Черненко, Данило Карась — Владислав Ванат, Андрій Ярмоленко (2), Віталій Буяльський                     | «Оболонь-Арена»    | 0        |
| 18 | 27 вересня 2023   | Кубок України        | «Оболонь»        | «Динамо»         | 1-0     | Сергій Суханов                                                                                                 | «Оболонь-Арена»    | 0        |
| 19 | 11 грудня 2023    | Чемпіонат України    | «Динамо»         | «Оболонь»        | 2-0     | Беніто, Владислав Ванат                                                                                        | Стадіон «Динамо»   | 0        |
| 20 | 19 жовтня 2024    | Прем'єр Ліга України | «Оболонь»        | «Динамо»         | 1-5     | Тарас Михавко;— Микола Шапаренко, Владислав Ванат (2), Олександр Караваєв, Володимир Бражко                    | «Оболонь-арена»    | 2 400    |
| 21 | 18 квітня 2025    | Прем'єр ліга України | «Динамо»         | «Оболонь»        | 3-0     | Андрій Ярмоленко, Владислав Ванат, Віталій Буяльський                                                          | Стадіон «Динамо»   | 1 793    |

## Бомбардири дербі
Подано гравців, що забили більше одного м'яча в дербі
| Футболіст         | Клуб           | М'ячів |
| ----------------- | -------------- | ------ |
| Максим Шацьких    | Динамо (Київ)  | 6      |
| Владислав Ванат   | Динамо (Київ)  | 5      |
| Діого Рінкон      | Динамо (Київ)  | 5      |
| Андрій Шевченко   | Динамо (Київ)  | 4      |
| Андрій Ярмоленко  | Динамо (Київ)  | 4      |
| Олег Гусєв        | Динамо (Київ)  | 4      |
| Клебер            | Динамо (Київ)  | 3      |
| Єрко Леко         | Динамо (Київ)  | 2      |
| Лакі Ідахор       | Динамо (Київ)  | 2      |
| Браун Ідеє        | Динамо (Київ)  | 2      |
| Денис Гармаш      | Динамо (Київ)  | 2      |
| Ігор Продан       | Оболонь (Київ) | 2      |
| Олександр Мандзюк | Оболонь (Київ) | 2      |

## Результати команд
З 19 матчів «динамівці» виграли 15, 2 звели до нічиєї і дві програли. Шість перемог «Динамо» були з великим рахунком (різниця в три або більше м'ячів).
|           | Перемоги «Динамо» | Нічиї | Перемоги «Оболоні» | Голи «Динамо» | Голи «Оболоні» |
| --------- | ----------------- | ----- | ------------------ | ------------- | -------------- |
| Чемпіонат | 11                | 2     | 1                  | 41            | 12             |
| Кубок     | 4                 | 0     | 1                  | 13            | 1              |
| Разом     | 15                | 2     | 2                  | 54            | 13             |